# Cambretes del Mas
Les Cambretes del Mas és un antic poblat medieval, o més antic. Forma part administrativament d'Isona i Conca Dellà, al Pallars Jussà, situat dins de l'antic municipi de Conques.
És a llevant del Castell de Castelltallat, a la mateixa cinglereta, però distant uns 600 metres. Situades a migdia del cementiri de Conques, a l'est-sud-est de la Granja del Polònio, a prop i a ponent del punt quilomètric 46 de la carretera C-1412b antiga, la C-1412bz.
S'hi poden veure ben clarament els diferents habitatges, amb parets, portes, passadissos i cambres.